# Oud Burgerlijk Wetboek (België)
Het Oud Burgerlijk Wetboek, afgekort Oud BW of OBW, was sinds 1804 de belangrijkste regeling met betrekking tot het Belgisch privaatrecht en vormde het gemeen recht dat gold wanneer bijzondere wetten er niet van afwijken. Ondanks de kwalificatie oud is het wetboek deels nog van kracht. De nieuwe codificatie die vanaf 2019 stapsgewijs wordt ingevoerd heet eenvoudig Burgerlijk Wetboek (BW).

## Geschiedenis
Napoleon Bonaparte streefde een eenduidig Frans recht na, en vaardigde hiertoe op 21 maart 1804 zijn Code Napoléon uit, opgemaakt door een commissie van vier onder leiding van Jean-Jacques-Régis de Cambacérès en Jean-Étienne-Marie Portalis. De indeling van het wetboek gaat terug op de indeling van de instituten van Justinianus (Latijn: Institutiones Justiniani). Napoleon had deze Romeinsrechtelijke teksten gelezen en hij heeft zich hierop geïnspireerd.
Dit burgerlijk wetboek was uiteraard ook van toepassing in de geannexeerde gebieden zoals België en (vanaf 1811) Nederland. Het bleef gelden in het Verenigd Koninkrijk der Nederlanden en later ook in Nederland tot 1838. Maar in België en Luxemburg blijft het tot op heden in voege, in België althans voor de delen die nog niet zijn geregeld in het Burgerlijk Wetboek van 2019.
De Nederlandse tekst van het Burgerlijk Wetboek werd wettelijk vastgesteld in 1961. Dit gebeurde na grondig voorbereidend werk door de commissie-Van Dievoet, hoewel de bereikte consistentie door latere wijzigingen deels weer teloorging.

## Structuur

### Boek I: Personen
Dit boek handelt over de burgerlijke rechten, de burgerlijke stand, woonplaats, afwezigheid, huwelijk, echtscheiding, scheiding van tafel en bed, afstamming, adoptie, ouderlijk gezag, minderjarigheid, meerderjarigheid, bewindvoering, voogdij, pleegvoogdij.

### Boek II: Goederen en verschillende beperkingen van eigendom
Dit boek definieerde het belangrijke onderscheid tussen onroerende en roerende goederen. Het omschreef ook de zogenaamde zakelijke rechten als eigendom, vruchtgebruik en erfdienstbaarheden. De erfpacht en het recht van opstal werden nog geregeld door twee wetten van 10 januari 1824, uit de tijd van het Verenigd Koninkrijk der Nederlanden, die nog altijd onveranderd geldig waren. Boek II en de wetten van 1824 werden in 2020 afgeschaft bij de invoering van boek 3 'Goederen' van het Burgerlijk Wetboek.

### Boek III: Op welke wijze eigendom verkregen wordt
Dit boek gaat over contracten en verbintenissen in het algemeen, daaronder ook de plicht tot vergoeding van schade bij een fout (onrechtmatige daad), over bijzondere overeenkomsten, zoals koop, ruil, huur, aanneming, lening, bewaargeving, sekwester, lijfrente, lastgeving en over concrete overeenkomsten, zoals borg, dading of transactie, pand, en verder over de regels van de verjaring. Tot 1 juli 2022 werden ook de huwelijksvermogensstelsels en de erfenissen, schenkingen en testamenten geregeld in dit deel van het Oud Burgerlijk Wetboek. Sindsdien worden deze materies geregeld in respectievelijk boek 2, titel 3 en boek 4 van het Burgerlijk Wetboek.
Er zijn verder nog enkele afzonderlijk genummerde titels betreffende de:
- Woninghuurwet (thans gedefederaliseerd)[9]
- Pachtwet[10]
- Handelshuurwet[11]
- Hypotheekwet[12]